# 쿠오로스
쿠오로스(영어: Qoros Auto)는 중국 상하이시에 본사를 둔 자동차 회사였다. 주요 산업으로는 자사 브랜드로 판매되는 승용차의 설계, 개발, 생산 및 판매였다.

## 역사
2007년 12월에 체리 자동차와 이스라엘 코퍼레이션 간의 합작 투자로 체리 퀀텀 오토모빌 코퍼레이션(CQAC)이라는 이름으로 설립되었으며, 2011년 11월에 사명을 쿠오로스로 변경하였다.쿠오로스는 체리 자동차와 케논의 자회사 퀀텀 간의 50:50 합작 투자로 설립되었다. 케논은 퀀텀의 지분을 인수하여 현재 파트너인 체리 자동차와 케논 홀딩스가 되었다.이 회사는 이스라엘 코퍼레이션의 투자를 관리한다.회사 설립은 중국의 세계무역기구(WTO) 가입 이후 자동차 생산 및 판매가 급속히 성장하는 단계에서 중국 자동차 산업 발전의 정점에 이르렀다.
쿠오로스는 2008년 9월 상하이에 사무소를 개설하였다.
2009년 10월, Magna Steyr와 협력 계약을 체결했다.
2010년 6월, 심층적인 평가를 거쳐 생산 공장을 창수 경제 기술 개발구로 이전했다.
2011년 10월 첫 번째 프로토타입 제작이 완료되었으며 중국 장쑤성 창수시에서 정식 제막식이 열렸다.
2017년, 쿠오로스는 유럽 전역에 판매 중단을 발표하였다. 그러나 그들은 남미를 유망한 시장으로 보고 있다.
2018년 초 기준으로 중국 민간 대기업인 바오넝 투자 그룹이 지분 51%를 인수했으며, 싱가포르 투자 회사인 케논 홀딩스가 24%의 지분을, 체리 자동차가 25%의 지분을 갖게 되었다. 2019년 1월 말, 케논 홀딩스는 쿠오로스 지분 24% 중 12%를 15억 6천만 위안(2억 3천만 달러)에 바오넝 투자 그룹에 양도했다. 바오넝은 쿠오로스의 지분 63%를 소유하고 있다. 케논 홀딩스는 쿠오로스의 지분 12%를 소유하고 있으며 체리 자동차는 거래 후에도 계속해서 25%를 소유하고 있다.
2020년 1월 현재 바오넝 투자 그룹은 PSA가 DS 모델을 생산하는 중국 남부 도시 선전에 있는 창안 PSA가 운영하는 PSA 조립 공장을 인수했다. 창안 PSA는 PSA 그룹과 중국 자동차 제조사인 창안 자동차가 50:50으로 설립한 합작 회사이다. 창안 자동차는 PSA와의 합작 투자 지분 50%를 바오넝에 16억 3천만 위안(2억 3400만 달러)에 매각했다.
2020년 9월, 바오넝 투자 그룹이 관리하는 쿠오로스의 첫 번째 모델인 쿠오로스 7이 출시되었다. 이 모델은 현재까지 코로스가 제공하는 모델 중 가장 큰 모델로, 코로스의 플래그십 모델이기도 했다.